# National Cryptologic Museum

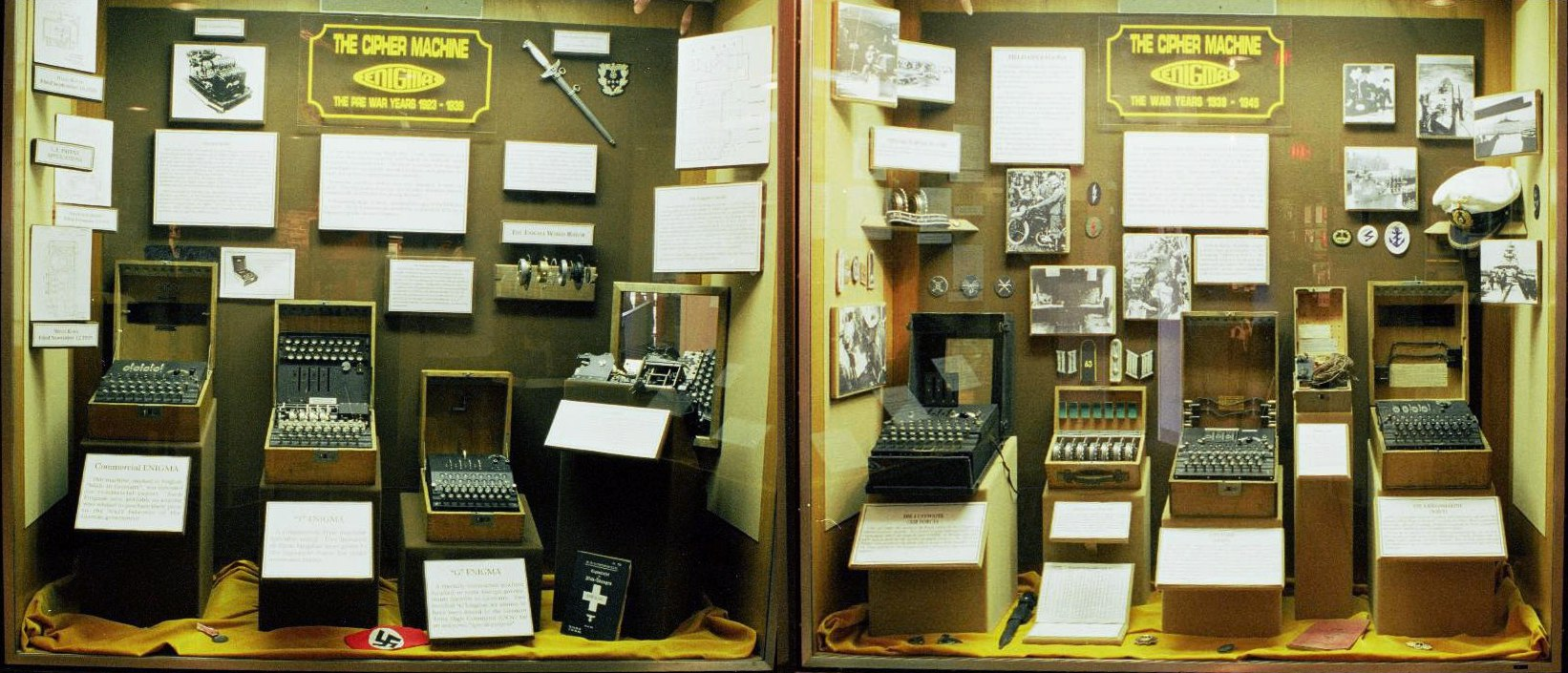
Des machines Enigma au National Cryptologic Museum.

L'United States National Cryptologic Museum est un musée sur l'histoire de la cryptographie, dépendant de la NSA, la National Security Agency , une des agences américaines de renseignement. Situé à côté du siège de cette dernière à Fort George G. Meade dans le Maryland, la collection du musée contient plusieurs milliers d'objets et dispositifs couvrant toute l'histoire américaine de la cryptographie avec explications sur les hommes, les machines, les techniques et les lieux où ils furent employés. La collection comprend la machine Enigma utilisée pour le chiffrement de messages par les Allemands pendant la seconde guerre mondiale et la « bombe », machine britannique qui permit d'en casser le code.
Au départ conçu pour stocker les objets de la NSA et n'être vus que par le personnel de l'agence, il s'est rapidement développé, rassemblant une collection unique sur l'histoire de la cryptologie américaine. Le musée a ouvert au public en décembre 1993. Il accueille annuellement environ 50 000 visiteurs, venus du monde entier.
Le musée propose également des visites pour jeunes et étudiants pour enseigner l'impact de la cryptologie sur l'histoire américaine et faire la promotion des métiers dans ce secteur.
Adjacent au musée, se trouve le National Vigilance Park où sont exposés trois avions utilisés dans le passé pour des missions de reconnaissance par les trois armes des forces américaines : 
- l'avion de reconnaissance Seminole RU-8D de l'US Army représente la contribution des renseignements du groupe aérien de l'armée de terre américaine pendant la guerre du Viêt Nam ;
- un Hercules C-130 de transport, modifié pour ressembler au C-130A de reconnaissance de l'US Air Force abattu au-dessus de la république soviétique d'Arménie pendant la guerre froide ;
- un Skywarrior EA-3B de l'US Navy, commémorant une mission au-dessus de la Méditerranée le 25 janvier 1987 et dans laquelle l'équipage composé de sept personnes périt.

Le musée et le parc sont ouverts au public avec entrée libre.